# Olga Nikolajewna Nowokschtschenowa
Olga Nikolajewna Nowokschtschenowa (russisch Ольга Николаевна Новокщенова, * 29. November 1974 in Moskau) ist eine russische Synchronschwimmerin. 
Sie gewann bei den Olympischen Spielen 2000 und 2004 jeweils mit dem russischen Team die Goldmedaille in der Teamwertung. 1998 als Mitglied des russischen Teams siegte Nowokschtschenowa bei der Weltmeisterschaft; 1993, 1995, 1997, 1999 und 2000 war Nowokschtschenowa mit dem russischen Team Europameisterin.